# Драгендорф, Георгий Людвигович
Гео́ргий (Гео́рг) Лю́двигович Драгендо́рф (1836—1898) — фармакогност и фитохимик, доктор медицины и хирургии, профессор и заведующий кафедрой фармации Дерптского университета. С 1883 по 1887 год — проректор этого университета. С 1888 по 1893 год — декан медицинского факультета, секретарь, затем президент Общества естествоиспытателей.
Основоположник фитохимии лекарственных растений. Разработал методику изучения лекарственного растительного сырья и в 1882 году написал пособие «Качественный и количественный анализ лекарственных растений» (нем. «Die qualitative und quantitative Analyse von Pflanzentheilen»). Огромное внимание уделил связям между химическим составом и ботаническими особенностями растений как основе филогенетической систематики.
Много времени отдал изучению народных лекарственных растений Туркестана, Тибета, Китая, Африки. В 1896 году опубликовал капитальный труд «Лекарственные растения всех времен и народов» с описанием около 1200 видов растений.